# الأمين العام لحزب الله
تسرد هذه المقالة الأمناء العامين لحزب الله، وهو حزب سياسي إسلامي شيعي لبناني ومجموعة عسكرية.

## قائمة الأمناء العامين لحزب الله
| ت | الاسم          | الصورة | تاريخ البدء    | تاريخ النهاية  | سبب ترك المنصب                                                                   |
| - | -------------- | ------ | -------------- | -------------- | -------------------------------------------------------------------------------- |
| 1 | صبحي الطفيلي   |        | 1989           | مايو 1991      | أُقيل من المنصب.                                                                  |
| 2 | عباس الموسوي   |        | مايو 1991      | 16 فبراير 1992 | طالع:اغتيال عباس الموسوي                                                         |
| 3 | حسن نصر الله   |        | 16 فبراير 1992 | 27 سبتمبر 2024 | اغتيل في غارة جوية                                                               |
| 4 | هاشم صفي الدين |        | 27 سبتمبر 2024 | 3 أكتوبر 2024  | تولى قيادة الحزب دون تسميته أمينًا عامًا، حتى اغتياله. طالع: اغتيال هاشم صفي الدين |
| 5 | نعيم قاسم      |        | 29 أكتوبر 2024 | الآن           | في المنصب.                                                                       |